# 三大聖火
三大聖火（さんだいせいか）は、ゾロアスター教の聖火のうち、最上位〜第3位にランク付けされる3つの聖火の総称。ゾロアスター教を国教としたサーサーン朝ペルシア帝国時代に序列化された。

## 一覧
アードゥル・ファッロバーイ聖火
三大聖火の序列第1位。神官階級の守護聖火。伝説の王ジャムシードがホラズムにおいて叙任し、カウィ・ウィーシュタースパの時代にペルシア地方へ移動。14世紀にヤズド州に移動し、同州のシャリーファーバード村にて現存。
アードゥル・グシュナスプ聖火
三大聖火の序列第2位。軍人階級の守護聖火。伝説の王カイ・ホスロウがアゼルバイジャンで叙任。ガンザクにあった。943年までは燃えていたが、その後消息不明。
アードゥル・ブルゼーンミフル聖火
三大聖火の序列第3位。農民階級の守護聖火。ザラスシュトラがホラーサーンで叙任。ネーウ・シャープフルにあった。943年まで燃えていたが、その後消息不明。